# ニコラ・ショーヴァン
ニコラ・ショーヴァン（Nicolas Chauvin）は、フランスの陸軍兵士。第一共和政及びその後の第一帝政に仕え、彼の名は熱狂的な排外主義を指す「ショーヴィニズム」の語源にもなった。

## 来歴
1780年頃、シャラント＝マリティーム県ロシュフォールで生まれたとされる。18歳で入隊したショーヴァンは武勲の誉れ高かったものの、度重なる戦により17度負傷したと言われている。ナポレオン1世に対する忠誠心が高かった分、ボナパルティズムが支持を失った復古王政期には嘲笑の的となった模様。

## 文学作品の中のショーヴァン
ウジェーヌ・スクリーブの「農民兵士」（1821年）やコニアール兄弟の「三色帽章」（1831年）、その他の劇やオペラにも描かれているが、その中ではアメリカ独立記念日の1776年7月4日に生まれ、恐怖政治時代に革命軍へ入隊したという設定である。

## ショーヴァンは実在したか?
確たる歴史的証拠が未だ特定されないため、ショーヴァンは架空の人物に過ぎないのではないかとの指摘がある。歴史家のジェラール・ピュイメージュは、ショーヴァンを「復古王政及び7月王政期に創作された伝説上の人物」とした上で、ギリシア神話の昔から存在する、農民兵士の逸話の延長線上にあるものと位置づけている。
また、ショーヴァンの功績も他のボナパルト主義者に拠る所が大きいとする作家や歴史家は多い。例えばショーヴァンはワーテルローの戦いで親衛隊に仕えたという伝承も、彼の年齢などを考えると真実味を欠いていると言われる。